# Colonel Bogey March
Colonel Bogey March è una famosa marcia scritta nel 1914 dal tenente F. J. Ricketts (1881–1945) (in arte Kenneth J. Alford), direttore della banda della British Army, poi direttore musicale a Plymouth dei Royal Marines.

## Storia
Nei primi anni del Novecento non veniva considerato opportuno avere una vita professionale al di fuori di quella militare, così il direttore della banda della British Army, F. J. Ricketts pubblicò Colonel Bogey March ed altre composizioni sotto lo pseudonimo di Kenneth Alford. Si suppone che la composizione fosse stata ispirata da un giocatore di golf che fischiettava una terza minore discendente al posto dell'avvertimento del Fore!. Inizia così ogni sequenza della melodia. Il nome "Colonel Bogey" iniziò a circolare nel XIX secolo come immaginario avversario per valutare la prestazione di un giocatore e ai tempi di re Edoardo VII il Colonel fu adottato, nel gergo del golf come spirito della gara. I golfisti del periodo edoardiano, anche di oltre oceano, spesso giocavano match contro il "Colonel Bogey". Bogey oggi è un termine che sta per "uno sopra il par". 
Il brano musicale fu venduto per un milione di copie in diverse registrazioni. Allo scoppio della seconda guerra mondiale il brano divenne parte del modo britannico di essere contro la Germania di Hitler con la canzone popolare: Hitler Has Only Got One Ball (Hitler ha un solo testicolo), divenendo un brano nazionale di orgoglio.  Colonel Bogey venne usata dal X e XL Battaglione della Canadian Expeditionary Force, oggi presenti nel The King's Own Calgary Regiment (RCAC) delle Canadian Forces.
Il brano Colonel Bogey March venne usato anche dal Women's Army Corps, parte delle U.S. Army dal 1943 fino alla loro regolarizzazione nel 1978. Il testo scritto dal Major Dorothy E. Nielsen (USAR) fu: calling you and me, we have a date with destiny, ready, the WACs are ready, their pulse is steady a world to set free. Service, we're in it heart and soul, victory is our only goal, we love our country's honor and we'll defend it against any foe. In italiano, "Il dovere ci chiama, abbiamo un appuntamento con il destino, siamo pronti, i WAC sono pronti, il loro impegno è costante in un mondo da liberare. Servizio, siamo nel cuore e nell'anima, la vittoria è il nostro unico obiettivo, amiamo l'onore del nostro paese e lo difenderemo da qualsiasi nemico".
In Germania venne usato come jingle di una pubblicità della Underberg per un digestivo negli anni '70.
Il brano venne utilizzato come colonna sonora in diversi film, The Love Race (1931), La Signora Scompare (1938), Il Ruggito del Topo (1959), Il Cowboy con il Velo da Sposa (1961), Breakfast Club (1985) e in versione parodistica in Balle Spaziali (1987) .

## Il ponte sul fiume Kwai
Il compositore Malcolm Arnold aggiunse alle numerose varianti di cui sopra anche la The River Kwai March, nel 1957 per il lungometraggio, The Bridge on the River Kwai. Le due marce furono registrate assieme da Mitch Miller come, March from the River Kwai – Colonel Bogey. Conseguentemente il brano storico Colonel Bogey March è spesso confuso e identificato erroneamente come River Kwai March. Solo una piccola parte del brano originale è usata nel film mentre i soldati britannici marciano nel campo di prigionia giapponese fischiettando. Dato che il film era una denuncia sulle condizioni di prigionia nel Giappone, vi fu un incidente diplomatico quando, nel maggio 1980, il brano Colonel Bogey venne suonato all'arrivo del primo ministro giapponese Masayoshi Ōhira in Canada.